# Martin Tungevaag
 (septembre 2014).
Si vous disposez d'ouvrages ou d'articles de référence ou si vous connaissez des sites web de qualité traitant du thème abordé ici, merci de compléter l'article en donnant les références utiles à sa vérifiabilité et en les liant à la section « Notes et références ».
Martin Tungevaag, aussi simplement appelé Tungevaag, est un DJ et réalisateur artistique norvégien né le 9 juillet 1993 à Ålesund).

## Biographie
Martin Tungevaag a débuté en diffusant ses morceaux, souvent des remixes, sur les réseaux sociaux. Il se fait connaître grâce à son titre Wicked Wonderland sorti le 12 juin 2014 bien classé dans les charts dans de nombreux pays d'Europe (notamment l'Autriche et la Norvège). De 2014 à 2019, il forme également le duo Tungevaag & Raaban avec le DJ suédois Raaban (Robbin Söderlund).

## Discographie

### Sous (Martin) Tungevaag

#### Singles
| Titre                                                                           | Année | Meilleures positions | Meilleures positions | Meilleures positions | Meilleures positions | Meilleures positions | Meilleures positions | Meilleures positions | Meilleures positions | Meilleures positions | Meilleures positions | Album              |
| Titre                                                                           | Année | NOR                  | ALL                  | AUT                  | BEL (WAL)            | DAN                  | FIN                  | FRA                  | P-B                  | SUE                  | SUI                  | Album              |
| ------------------------------------------------------------------------------- | ----- | -------------------- | -------------------- | -------------------- | -------------------- | -------------------- | -------------------- | -------------------- | -------------------- | -------------------- | -------------------- | ------------------ |
| Bromille                                                                        | 2011  | —                    | —                    | —                    | —                    | —                    | —                    | —                    | —                    | —                    | —                    | Dekknavn & Konsept |
| Pamplona (featuring Ida Maria Søberg)                                           | 2011  | —                    | —                    | —                    | —                    | —                    | —                    | —                    | —                    | —                    | —                    |                    |
| The Goat House                                                                  | 2012  | —                    | —                    | —                    | —                    | —                    | —                    | —                    | —                    | —                    | —                    | Dekknavn & Konsept |
| Revolution                                                                      | 2012  | —                    | —                    | —                    | —                    | —                    | —                    | —                    | —                    | —                    | —                    | Dekknavn & Konsept |
| Primadonna                                                                      | 2013  | —                    | —                    | —                    | —                    | —                    | —                    | —                    | —                    | —                    | —                    | Dekknavn & Konsept |
| Extraordinary (featuring Robin Stones)                                          | 2013  | —                    | —                    | —                    | —                    | —                    | —                    | —                    | —                    | —                    | —                    |                    |
| El Colacho                                                                      | 2013  | —                    | —                    | —                    | —                    | —                    | —                    | —                    | —                    | —                    | —                    |                    |
| Globen                                                                          | 2013  | —                    | —                    | —                    | —                    | —                    | —                    | —                    | —                    | —                    | —                    |                    |
| Curium                                                                          | 2013  | —                    | —                    | —                    | —                    | —                    | —                    | —                    | —                    | —                    | —                    |                    |
| State of Emergency                                                              | 2013  | —                    | —                    | —                    | —                    | —                    | —                    | —                    | —                    | —                    | —                    | Dekknavn & Konsept |
| Afterbang (featuring Robin Stones)                                              | 2013  | —                    | —                    | —                    | —                    | —                    | —                    | —                    | —                    | —                    | —                    | Dekknavn & Konsept |
| Mushroom Kingdom                                                                | 2013  | —                    | —                    | —                    | —                    | —                    | —                    | —                    | —                    | —                    | —                    | Dekknavn & Konsept |
| Wall Street                                                                     | 2013  | —                    | —                    | —                    | —                    | —                    | —                    | —                    | —                    | —                    | —                    |                    |
| Invictus                                                                        | 2014  | —                    | —                    | —                    | —                    | —                    | —                    | —                    | —                    | —                    | —                    |                    |
| Moulin Rouge                                                                    | 2014  | —                    | —                    | —                    | —                    | —                    | —                    | —                    | —                    | —                    | —                    | Dekknavn & Konsept |
| Cocaine Cowboys                                                                 | 2014  | —                    | —                    | —                    | —                    | —                    | —                    | —                    | —                    | —                    | —                    | Dekknavn & Konsept |
| Geronimo                                                                        | 2014  | —                    | —                    | —                    | —                    | —                    | —                    | —                    | —                    | —                    | —                    |                    |
| La Scala                                                                        | 2014  | —                    | —                    | —                    | —                    | —                    | —                    | —                    | —                    | —                    | —                    |                    |
| Party Loud All Year                                                             | 2014  | —                    | —                    | —                    | —                    | —                    | —                    | —                    | —                    | —                    | —                    |                    |
| Lehman Brothers                                                                 | 2014  | —                    | —                    | —                    | —                    | —                    | —                    | —                    | —                    | —                    | —                    |                    |
| Neopangea                                                                       | 2014  | —                    | —                    | —                    | —                    | —                    | —                    | —                    | —                    | —                    | —                    |                    |
| Et Drikkehjem (featuring Staysman)                                              | 2014  | —                    | —                    | —                    | —                    | —                    | —                    | —                    | —                    | —                    | —                    |                    |
| Holi                                                                            | 2014  | —                    | —                    | —                    | —                    | —                    | —                    | —                    | —                    | —                    | —                    |                    |
| Tiki (featuring Freddy Genius)                                                  | 2014  | —                    | —                    | —                    | —                    | —                    | —                    | —                    | —                    | —                    | —                    |                    |
| Ascension                                                                       | 2014  | —                    | —                    | —                    | —                    | —                    | —                    | —                    | —                    | —                    | —                    |                    |
| Triaden                                                                         | 2014  | —                    | —                    | —                    | —                    | —                    | —                    | —                    | —                    | —                    | —                    | Dekknavn & Konsept |
| Wicked Wonderland                                                               | 2014  | 4                    | 6                    | 1                    | 43                   | —                    | 5                    | 9                    | —                    | 2                    | 21                   | Dekknavn & Konsept |
| Hidden Treasures                                                                | 2014  | —                    | —                    | —                    | —                    | —                    | —                    | —                    | —                    | —                    | —                    | Dekknavn & Konsept |
| Madness Returns (featuring Emila)                                               | 2014  | —                    | —                    | —                    | —                    | —                    | —                    | —                    | —                    | —                    | —                    | Dekknavn & Konsept |
| Vidorra                                                                         | 2014  | —                    | 72                   | —                    | —                    | —                    | —                    | —                    | —                    | 21                   | —                    | Dekknavn & Konsept |
| Rip Off                                                                         | 2014  | —                    | —                    | —                    | —                    | —                    | —                    | —                    | —                    | —                    | —                    | Dekknavn & Konsept |
| Petroleum                                                                       | 2014  | —                    | —                    | —                    | —                    | —                    | —                    | —                    | —                    | —                    | —                    | Dekknavn & Konsept |
| Mummidalen                                                                      | 2014  | —                    | —                    | —                    | —                    | —                    | —                    | —                    | —                    | —                    | —                    | Dekknavn & Konsept |
| Nissemor Og Meg                                                                 | 2014  | 12                   | —                    | —                    | —                    | —                    | —                    | —                    | —                    | —                    | —                    |                    |
| Tinseltown                                                                      | 2015  | —                    | —                    | —                    | —                    | —                    | —                    | —                    | —                    | —                    | —                    |                    |
| Salem                                                                           | 2015  | —                    | —                    | —                    | —                    | —                    | —                    | —                    | —                    | —                    | —                    |                    |
| Women of Marvel                                                                 | 2015  | —                    | —                    | —                    | —                    | —                    | —                    | —                    | —                    | —                    | —                    |                    |
| Springfield (avec ItaloBrothers)                                                | 2015  | 22                   | —                    | —                    | —                    | —                    | 3                    | —                    | —                    | 51                   | —                    |                    |
| Play (avec K-391 & Alan Walker & Mangoo)                                        | 2019  | 2                    | —                    | 44                   | —                    | —                    | 11                   | —                    | —                    | 25                   | 78                   |                    |
| Dance (avec CLMD)                                                               | 2019  | 12                   | —                    | —                    | —                    | —                    | —                    | —                    | —                    | 37                   | —                    |                    |
| Knockout                                                                        | 2019  | 22                   | —                    | —                    | —                    | —                    | —                    | —                    | —                    | —                    | —                    |                    |
| Peru                                                                            | 2020  | —                    | —                    | —                    | —                    | —                    | —                    | —                    | —                    | —                    | —                    |                    |
| Stay (avec The Second Level featuring MVRT)                                     | 2020  | —                    | —                    | —                    | —                    | —                    | —                    | —                    | —                    | —                    | —                    |                    |
| Make You Happy (featuring Richard Smitt)                                        | 2020  | —                    | —                    | —                    | —                    | —                    | —                    | —                    | —                    | —                    | —                    |                    |
| Knock Out (featuring DJ Fire House)                                             | 2020  | —                    | —                    | —                    | —                    | —                    | —                    | —                    | —                    | —                    | —                    |                    |
| The Night (avec bby ivy)                                                        | 2020  | —                    | —                    | —                    | —                    | —                    | —                    | —                    | —                    | —                    | —                    |                    |
| Afterparty (avec Rat City featuring Rich the Kid)                               | 2020  | —                    | —                    | —                    | —                    | —                    | —                    | —                    | —                    | —                    | —                    |                    |
| Miss You (avec Sick Individuals & Marf)                                         | 2020  | —                    | —                    | —                    | —                    | —                    | —                    | —                    | 71                   | —                    | —                    |                    |
| Kingdoms (avec Jay Hardway)                                                     | 2020  | —                    | —                    | —                    | —                    | —                    | —                    | —                    | —                    | —                    | —                    |                    |
| Woke Up in India                                                                | 2021  | —                    | —                    | —                    | —                    | —                    | —                    | —                    | —                    | —                    | —                    |                    |
| Famous (avec Vlade Kay & Jonth featuring Skinny Days)                           | 2021  | —                    | —                    | —                    | —                    | —                    | —                    | —                    | —                    | —                    | —                    |                    |
| Young Summer                                                                    | 2021  | —                    | —                    | —                    | —                    | —                    | —                    | —                    | —                    | —                    | —                    |                    |
| Ride with Me (featuring Kid Ink)                                                | 2021  | —                    | —                    | —                    | —                    | —                    | —                    | 64                   | —                    | —                    | —                    |                    |
| Paper Planes (avec Lucas & Steve)                                               | 2021  | —                    | —                    | —                    | —                    | —                    | —                    | —                    | —                    | —                    | —                    |                    |
| Written in the Stars (avec Bassjackers)                                         | 2021  | —                    | —                    | —                    | —                    | —                    | —                    | —                    | —                    | —                    | —                    |                    |
| Close Your Eyes (avec KSHMR)                                                    | 2021  | —                    | —                    | —                    | —                    | —                    | —                    | —                    | —                    | —                    | —                    |                    |
| Electrified (avec Voster & Gallardo & Aloma Steele)                             | 2021  | —                    | —                    | —                    | —                    | —                    | —                    | —                    | —                    | —                    | —                    |                    |
| In My Zone                                                                      | 2022  | —                    | —                    | —                    | —                    | —                    | —                    | —                    | —                    | —                    | —                    |                    |
| When & Where                                                                    | 2022  | —                    | —                    | —                    | —                    | —                    | —                    | —                    | —                    | —                    | —                    |                    |
| With My Friends (avec Sick Individuals & Philip Strand)                         | 2022  | —                    | —                    | —                    | —                    | —                    | —                    | —                    | —                    | —                    | —                    |                    |
| Love Me Anyway (avec Faustix)                                                   | 2022  | —                    | —                    | —                    | —                    | —                    | —                    | —                    | —                    | —                    | —                    |                    |
| Not the One                                                                     | 2022  | —                    | —                    | —                    | —                    | —                    | —                    | —                    | —                    | —                    | —                    |                    |
| Toxic (avec 22Bullets & Mentum)                                                 | 2022  | —                    | —                    | —                    | —                    | —                    | —                    | —                    | —                    | —                    | —                    |                    |
| I Knew It Was You (avec Lovespeake)                                             | 2022  | —                    | —                    | —                    | —                    | —                    | —                    | —                    | —                    | —                    | —                    |                    |
| La Danse (avec Timmy Trumpet)                                                   | 2022  | —                    | —                    | —                    | —                    | —                    | —                    | —                    | —                    | —                    | —                    |                    |
| Dreams Come True (avec Mike Williams)                                           | 2023  | —                    | —                    | —                    | —                    | —                    | —                    | —                    | —                    | —                    | —                    |                    |
| Imma Love You (avec Steerner)                                                   | 2023  | —                    | —                    | —                    | —                    | —                    | —                    | —                    | —                    | —                    | —                    |                    |
| All For One (avec Orange Inc)                                                   | 2023  | —                    | —                    | —                    | —                    | —                    | —                    | —                    | —                    | —                    | —                    | Tungeworld         |
| Alone With You (avec RetroVision)                                               | 2023  | —                    | —                    | —                    | —                    | —                    | —                    | —                    | —                    | —                    | —                    | Tungeworld         |
| Dancing on My Own (avec Xillions)                                               | 2023  | —                    | —                    | —                    | —                    | —                    | —                    | —                    | —                    | —                    | —                    | Tungeworld         |
| Lovers on the Run (avec STVW & Joe Jury)                                        | 2023  | —                    | —                    | —                    | —                    | —                    | —                    | —                    | —                    | —                    | —                    | Tungeworld         |
| Unicum (avec Darius & Finlay)                                                   | 2023  | —                    | —                    | —                    | —                    | —                    | —                    | —                    | —                    | —                    | —                    | Tungeworld         |
| Sunrise                                                                         | 2023  | —                    | —                    | —                    | —                    | —                    | —                    | —                    | —                    | —                    | —                    |                    |
| Lonely Hearts                                                                   | 2023  | —                    | —                    | —                    | —                    | —                    | —                    | —                    | —                    | —                    | —                    |                    |
| "—" signifie que le single n'est pas sorti ou ne s'est pas classé dans le pays. |       |                      |                      |                      |                      |                      |                      |                      |                      |                      |                      |                    |

#### Remixes
- 2019 : K-391 & Alan Walker & Tungevaag & Mangoo - Play (B2A & Anklebreaker & Tungevaag Remix)
- 2020 : Rat City & Kiesza - Naked (With My Headphones On) (Tungevaag Remix)
- 2020 : Hoved - Let You Go (Tungevaag Edit)
- 2021 : Tungevaag - Young Summer (Tungevaag & Stefan Bors Remix)
- 2021 : Christopher - Fall So Hard (Tungevaag Remix)
- 2021 : Gattüso featuring Violet Days - Save Me (Tungevaag Remix)
- 2021 : Robin Packalen featuring Alex Mattson - Hard To Love (Tungevaag Remix)
- 2021 : Hedegaard & Echosmith & Tvilling - 100 Years (Tungevaag Remix)
- 2021 : CLMD & Broiler & Torine - All My Friends (Tungevaag Remix)
- 2021 : Tungevaag featuring Kid Ink - Ride With Me (Blasterjaxx & Tungevaag Remix)
- 2021 : Tungevaag & Lucas & Steve - Paper Planes (Tungevaag Remix)
- 2021 : Tungevaag - Peru (Tungevaag Remix)
- 2021 : Tungevaag & Sick Individuals & Marf - Miss You (Tungevaag Remix)
- 2021 : Kygo & Tina Turner - What's Love Got to Do with It (Tungevaag Festival Mix)
- 2021 : Jordan Jays - Look At Me Now (Tungevaag Edit)
- 2021 : KSHMR & Tungevaag - Close Your Eyes (VIP Mix)
- 2022 : Wig Wam - Do Ya Wanna Taste It (Tungevaag Remix)
- 2022 : Illenium featuring Max - Worst Day (Tungevaag Remix)
- 2022 : Minelli & YouNotUs & Willy William & Malik Harris - Enchanté (Tungevaag Remix)
- 2023 : Alessandra - Queen of Kings (Da Tweekaz & Tungevaag Remix)
- 2023 : Avicii - Levels (Tungevaag Remix)

### Sous Tungevaag & Raaban

#### Singles
| Titre                                                                           | Année | Meilleures positions | Meilleures positions | Meilleures positions | Meilleures positions | Meilleures positions | Meilleures positions |
| Titre                                                                           | Année | NOR                  | ALL                  | AUT                  | DAN                  | FIN                  | SUE                  |
| ------------------------------------------------------------------------------- | ----- | -------------------- | -------------------- | -------------------- | -------------------- | -------------------- | -------------------- |
| Samsara (featuring Emila)                                                       | 2014  | 2                    | 60                   | 7                    | 8                    | 1                    | 4                    |
| House of Mirrors                                                                | 2015  | —                    | —                    | —                    | —                    | —                    | —                    |
| Parade                                                                          | 2015  | —                    | —                    | —                    | —                    | —                    | —                    |
| Russian Roulette (avec Charlie Who?)                                            | 2015  | 9                    | —                    | —                    | —                    | 1                    | 10                   |
| Wolf                                                                            | 2016  | 10                   | —                    | —                    | —                    | 2                    | 86                   |
| Magical                                                                         | 2016  | 39                   | —                    | —                    | —                    | 12                   | —                    |
| Stay Awake (featuring VENIOR)                                                   | 2016  | —                    | —                    | —                    | —                    | —                    | —                    |
| Beast (featuring Isac Elliot)                                                   | 2016  | 7                    | —                    | —                    | —                    | 3                    | 31                   |
| Wake Up Alone (featuring Clara Mae)                                             | 2017  | 29                   | —                    | —                    | —                    | —                    | —                    |
| Cold Blood (featuring Jeffrey James)                                            | 2017  | —                    | —                    | —                    | —                    | —                    | —                    |
| Coming Up (featuring Victor Crone)                                              | 2017  | —                    | —                    | —                    | —                    | —                    | —                    |
| Beside Me (avec Tom Swoon)                                                      | 2017  | —                    | —                    | —                    | —                    | —                    | —                    |
| All for Love                                                                    | 2018  | 8                    | —                    | —                    | —                    | 5                    | 10                   |
| Bad Boy (featuring Luana Kiara)                                                 | 2018  | —                    | —                    | —                    | —                    | —                    | 40                   |
| Hey Baby                                                                        | 2018  | —                    | —                    | —                    | —                    | —                    | 62                   |
| Million Lights                                                                  | 2019  | 26                   | —                    | —                    | —                    | 17                   | —                    |
| Try Again (featuring A7S)                                                       | 2019  | —                    | —                    | —                    | —                    | —                    | —                    |
| Take Me Away (avec Victor Crone)                                                | 2019  | —                    | —                    | —                    | —                    | —                    | —                    |
| "—" signifie que le single n'est pas sorti ou ne s'est pas classé dans le pays. |       |                      |                      |                      |                      |                      |                      |

#### Remixes
- 2016 : Tungevaag & Raaban - Wolf (T&R Club Mix)
- 2016 : Alan Walker - Faded (Tungevaag & Raaban Remix)
- 2017 : Isaiah - It's Gotta Be You (Tungevaag & Raaban Remix)
- 2017 : Luke Christopher - Lot to Learn (Tungevaag & Raaban Remix)
- 2017 : BUNT. featuring Alexander Tidebrink - Take Me Home (Tungevaag & Raaban Remix)